# Jamaika-Koalition

Loghi dei partiti dell'alleanza.

Jamaika-Koalition (in italiano Coalizione Giamaica) è un termine usato nel linguaggio politico tedesco per indicare un'alleanza tra:
- Unione Cristiano Democratica (CDU)/Unione Cristiano-Sociale in Baviera (CSU)
- Partito Liberale Democratico (FDP)
- Alleanza 90/I Verdi.

Questo tipo di coalizione si è trovato, a livello regionale, al governo della Saarland dopo le elezioni del 2009 fino al 2012.

Bandiera della Giamaica, i cui colori hanno dato il nome all'alleanza

Avendo l'unione CDU/CSU come colore ufficiale il nero ed il FDP il giallo, potendosi intuire quello dei Verdi, l'unione cromatografica tra questi tre movimenti portava ad un abbinamento cromatico simile alla bandiera della Giamaica, donde il nome della coalizione.
All'indomani delle elezioni federali del 2005 qualcuno ipotizzò il sorgere della "Jamaika-Koalition" dato che essa avrebbe disposto di una maggioranza di 338 seggi, sufficienti per prendere il controllo del Bundestag. Fu il segretario nazionale dei Verdi Joschka Fischer ad escludere il formarsi di questa alleanza.
Alla fine la CDU/CSU trovò un accordo con gli storici rivali del Partito Socialdemocratico e si formò una Große Koalition. Tuttavia la "coalizione Giamaica" ha successivamente avuto delle applicazioni pratiche, ma sempre in pochi e piccoli comuni.
L'ipotesi di Jamaika-Koalition è stata riproposta all'indomani delle elezioni federali del 2017, ma anche in tal caso si è giunti nuovamente alla formazione di una Große Koalition tra CDU e SPD.